# Carfíl·lides
Carfíl·lides (en llatí Carphyllides, en grec antic Καρφυλλίδης) era un poeta grec que va deixar dos elegants epigrames a l'Antologia grega. El nom de l'autor del segon epigrama de vegades està escrit Carpylides, però se suposa que és el mateix Carphylides i no una persona diferent.